# یواس‌اس ویتال (ام‌اس‌او-۴۷۴)
یواس‌اس ویتال (ام‌اس‌او-۴۷۴) (به انگلیسی: USS Vital (MSO-474)) یک کشتی بود که طول آن ۱۷۲ فوت (۵۲ متر) بود. این کشتی در سال ۱۹۵۳ ساخته شد.